# Skeppsholms församling
Skeppsholms församling var en icke-territoriell församling i nuvarande i Stockholms stift i nuvarande Stockholms kommun. Församlingen upplöstes 31 december 1969. Församlingen var en militärförsamling; Skeppsholmen var militärområde fram till 1968.

## Administrativ historik
Församlingen bildades 1600 som även benämndes Amiralitetsförsamlingen och under tiden från 1629 till 1822 Holmkyrkans församling. Ur församlingen utbröts 17 april 1672 Hedvig Eleonora församling. Församlingen upplöstes 31 december 1969. 

## Organister
Lista över organister.
| Verksam   | Namn                  | Levnadstid | Övrigt   |
| --------- | --------------------- | ---------- | -------- |
| 1793-1822 | Johan Gottfried Jäger | 1741-1822  | Organist |
| 1827–1837 | Johan Peter Cronhamn  | 1803–1875  | Organist |
| 1827-1829 | Carl Torssell         | 1808-1872  | Organist |
|           | Knut Lönngren         | 1816–1874  | Organist |
| 1935–1938 | Folke Brundin         | 1908–1962  | Organist |
|           |                       |            |          |